# Население на Салвадор
Населението на Салвадор през 2018 година е 6 420 746 души.

## Възрастов състав
(2008)
- 0-14 години: 36% (мъжe 1 291 147/ жени 1 237 453)
- 15-64 години: 59% (мъжe 1 987 671/ жени 2 179 620)
- над 65 години: 5% (мъжe 162 100/ жени 208 412)

## Коефициент на плодовитост
- 2000-3.38
- 2008-3.04

## Расов състав
(2006)
- метиси – 4 210 000 (86 %)
- бели – 621 000 (12 %)
- индианци – 69 000 (2 %)

## Религия
- 52,5 % – католици
- 27,6 % – протестанти
- 11,1 % – други

## Език
Официален език в Салвадор е испански.